# Chaba (rzeka)
Chaba – rzeka w kanadyjskiej prowincji Alberta. Wypływa z Gór Skalistych i wpływa do rzeki Athabasca.